# La Motorizada
La Motorizada es el nombre con el que fue conocida una milicia socialista española creada en Madrid tras la victoria del Frente Popular en las elecciones generales de febrero de 1936. Estaba integrada por seguidores del socialista centrista Indalecio Prieto, que estaba enfrentado al sector radical del PSOE encabezado por Francisco Largo Caballero. Recibió el nombre de «La Motorizada» porque solían desplazarse en automóviles o en autocares. Dos de sus miembros, Luis Cuenca y Santiago Garcés, tomaron parte muy destacada en el rapto y asesinato del líder monárquico José Calvo Sotelo (Cuenca fue quien le disparó dos tiros en la nuca). Durante la guerra civil española fue uno de los grupos parapoliciales más activos en la represión indiscriminada y extrajudicial de los presuntos «fascistas» y «quintacolumnistas» en la ciudad de Madrid. 

## Historia
Se formó inicialmente con obreros pertenecientes al sindicato de UGT de Artes Blancas (panaderos) y que en su mayoría eran también miembros de las Juventudes Socialistas. La mandaba Enrique Puente Abuín y todos sus miembros llevaban pistolas. El nombre por el que fue conocida esta milicia socialista provenía de que un día uno de sus miembros, muy joven, al subirse al autocar que los iba a trasladar dijo en broma: «¡Somos la motorizada!». El antecedente de «La Motorizada», según recordó en sus memorias el socialista Juan Simeón Vidarte, fue el supuesto club deportivo Júpiter Sporting Madrileño, cuyas iniciales JSM eran las mismas que las de la Juventud Socialista Madrileña, que fue fundado por Puente y otros cuando se dieron cuenta de que las juventudes socialistas iban a unificarse con las comunistas (lo que daría nacimiento a las Juventudes Socialistas Unificadas, que enseguida cayeron bajo la órbita comunista) y decidieron formar una organización exclusivamente socialista. Del JSM nació «La Motorizada». Según Ian Gibson, «los chicos de "La Motorizada" eran incondicionales de Indalecio Prieto. No querían tener nada que ver con los comunistas, y menos, si cabía, con los secuaces del otro gran líder socialista, Francisco Largo Caballero. Por lo tanto no pertenecían a la Juventud Socialista Unificada».
Una de sus actuaciones antes de la guerra civil española se produjo en Cuenca a donde se habían trasladado desde la capital con motivo de la segunda vuelta de las elecciones que se iban a celebrar a principios de mayo de 1936. Allí fueron los protagonistas de lo que Luis Romero ha considerado un «episodio, que electoralmente puede calificarse de vergonzoso» y «en el cual Prieto desempeñó un papel preponderante; las tomó a su cargo. Toda clase de atropellos y abusos fueron cometidos, se recurrió a la violencia más extrema, a las ilegalidades más descaradas. El gobernador civil, la Junta del Censo, y para dar remate los muchachos de la "Motorizada", pistola en mano, ganaron aquellas elecciones con ninguna gloria». El gobernador civil concedió el carácter de «delegados gubernativos» a los miembros «La Motorizada». Estos «campaban por sus respectos [sic] y con sus pistolas aterrorizaban a los electores, apoderados y componentes de las mesas, y en muchos pueblos eran encarcelados los elementos de derechas», afirma Romero. El propio Prieto recordó en el exilio que cuando llegó a Cuenca, a donde había acudido el 1 de mayo para dar un discurso en apoyo de la candidatura del Frente Popular, «humeaban cerca [del teatro] las cenizas de la hoguera en que habían ardido los enseres de un casino derechista asaltado por las masas populares. En un céntrico hotel hallábanse sitiadas desde la víspera significadísimas personalidades monárquicas. El ambiente era de frenesí». Prieto no mencionó que los que tenían rodeados a los monárquicos eran sus propios partidarios.
El 17 de mayo miembros de «La Motorizada» escoltaron a Prieto en un mitin celebrado en Ejea de los Caballeros. Allí se dedicaron a acallar los vivas a Largo Caballero y al «Lenin español» que dieron algunos de los asistentes, muchos de ellos miembros de las Juventudes Socialistas Unificadas. En el mitin Prieto volvió a atacar directamente a los caballeristas, impregnados, según él, de un «revolucionarismo infantil». Más importante fue su actuación en el mitin de Écija celebrado el 31 de mayo ya que allí tuvieron que proteger a Prieto del intento de agresión por parte de los caballeristas. Prieto tuvo que abandonar la localidad a toda prisa sin haber podido pronunciar su discurso. Un disparo impactó en una ventanilla del coche en el que se marchaba.

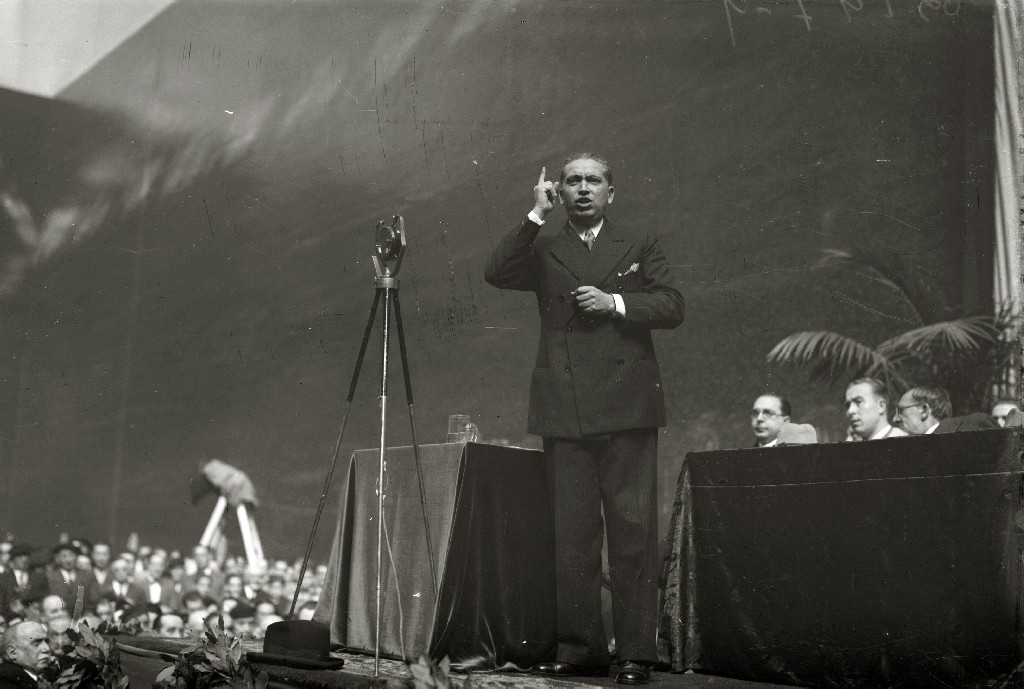
José Calvo Sotelo en un mitin en San Sebastián (1935). Dos miembros de La Motorizada participaron en su asesinato el 13 de julio de 1936: Santiago Garcés y Luis Cuenca (este último fue el que le disparó a bocajarro dos tiros en la nuca).

El hecho más grave protagonizado por miembros de «La Motorizada» antes del inicio de la guerra civil fue la participación de dos de ellos, Luis Cuenca y Santiago Garcés, en el asesinato de Calvo Sotelo. Ambos formaron parte del grupo de guardias de asalto y de milicianos socialistas que bajo el mando del oficial de la Guardia Civil vestido de paisano Fernando Condés —que había sido instructor de «La Motorizada»— sacaron de su domicilio al líder monárquico José Calvo Sotelo y luego lo asesinaron en la madrugada del 13 de julio de 1936 como represalia por el asesinato unas horas antes del teniente de la Guardia de Asalto José del Castillo, que había sido instructor militar de «La Motorizada». Concretamente fue Luis Cuenca quien le disparó a bocajarro dos tiros en la nuca a Calvo Sotelo, falleciendo en el acto.
Uno de los miembros de «La Motorizada» recordó en una entrevista que le concedió a Ian Gibson en 1981 lo siguiente:

Sí, todos nosotros éramos incondicionales de Prieto. No éramos "guardaespaldas" suyos exactamente. Aquella palabra no se utilizaba entonces. Pero sí estábamos dispuestos a protegerle con nuestra vida, como ocurrió en Écija. Se ha dicho que "La Motorizada" ganó la segunda vuelta de las elecciones de Cuenca a principios de mayo de 1936. Creo que es verdad. A Cuenca fuimos los de "La Motorizada" para proteger a Prieto (que pronunció allí uno de sus discursos más conocidos) y luego vigilar los colegios, para que los caciques no falsearan las elecciones. Estuvimos allí una semana. Aquel ambiente fue tremendo, allí todo dependía de los caciques, lo controlaban todo. Estando nosotros, los caciques no pudieron coaccionar a la gente y, claro, las izquierdas ganaron las elecciones.
¿Cuántos éramos los de "La Motorizada" antes de la guerra? Unos treinta o cuarenta creo, los más allegados a la directiva de la Juventud Socialista Madrileña. Nosotros queríamos seguir siendo la Juventud Socialista, nada más. No podíamos ver a los comunistas, y, desde luego, considerábamos totalmente equivocadas las tesis de Largo Caballero.
Entre mis amigos de "La Motorizada", casi todos muertos ya, recuerdo especialmente a Enrique Puente, nuestro jefe —era presidente de la Juventud Socialista Madrileña—, Florentino Rodríguez, panadero como Puente, Ángel Tejera, Julio Estada y Luis Cuenca. Fernando Condés era nuestro instructor de milicias, y todos le queríamos entrañablemente. Era una gran persona y gran socialista.